# Wake Forest University

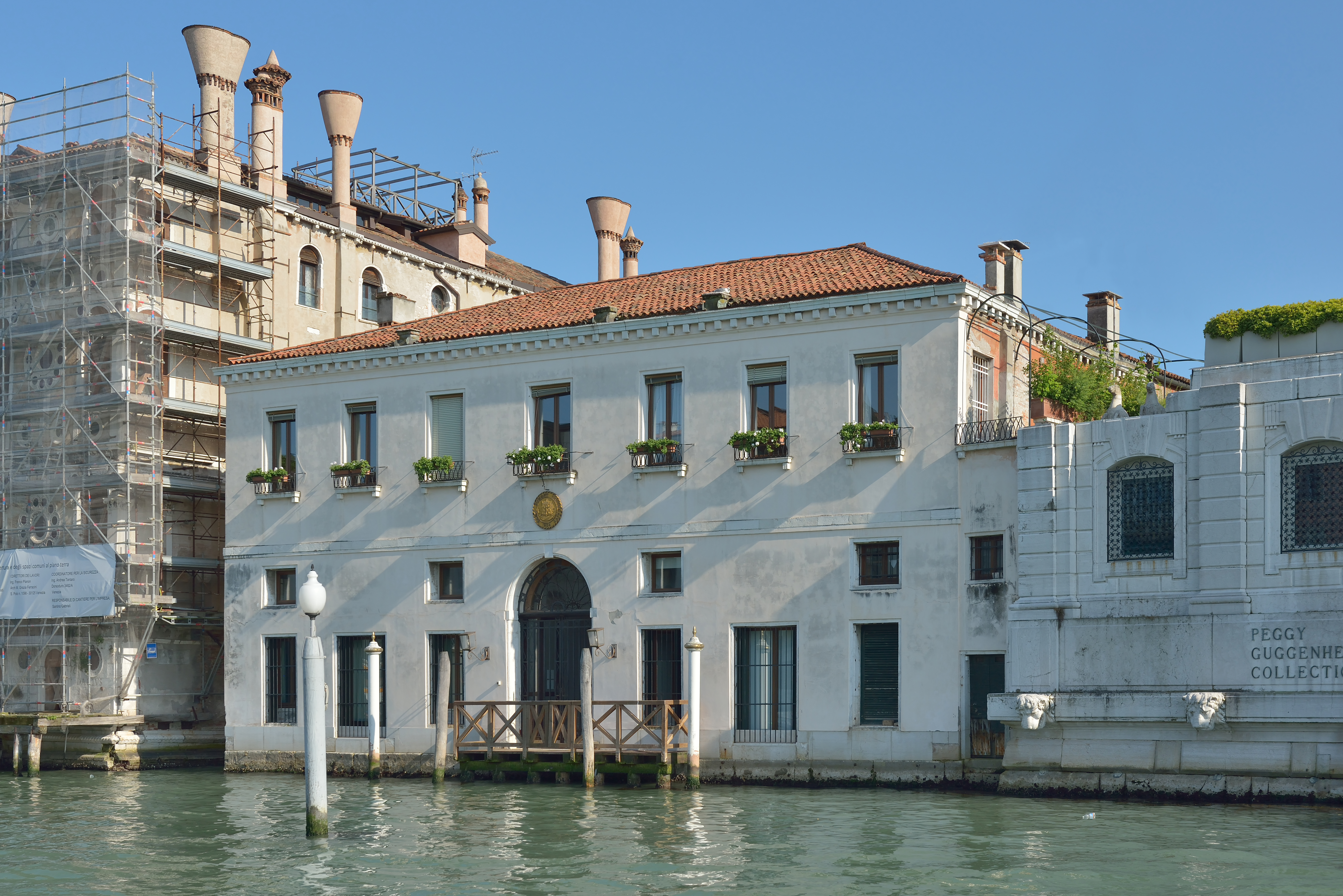
Casa Artom sul Canal Grande sede veneziana della Wake Forest University

La Wake Forest University è un'università privata statunitense, situata a Winston-Salem, nella Carolina del Nord. Fondata nel 1834, essa prende il nome dalla sua sede originaria, Wake Forest, appunto, un centro situato poco distante da Raleigh. Nel 1956 si è trasferta all'attuale sede.